# Confédération panaméricaine de badminton
Pour les articles homonymes, voir BPA.
La Confédération pan-américaine de badminton, nommée Badminton Pan Am (BPA) et anciennement Pan American Badminton Confederation (PABC) est une association de fédérations nationales ayant pour vocation, sur le continent américain, de gérer et de développer le badminton, d'organiser les compétitions régionales, de certifier les juges-arbitres et les arbitres et de maintenir l'unité des règles du sport. Elle a son siège dans la ville péruvienne de Lima. Son président est Gustavo Salazar. Elle a été fondée en 1976. Aujourd’hui, la confédération compte 33 membres.
BPA est l'une des 5 confédérations composant la Fédération internationale de badminton.

## Membres
33 associations sont membres de BPA, :
- Argentine
- Aruba
- Barbade
- Bermudes
- Brésil
- Îles Caïmans
- Canada
- Chili
- Colombie
- Costa Rica
- Cuba
- Curaçao
- Équateur
- États-Unis
- Grenade
- Guatemala
- Guyana
- Haïti
- Honduras
- Jamaïque
- Malouines
- Mexique
- Panama
- Paraguay
- Pérou
- Porto Rico
- République dominicaine
- Sainte-Lucie
- Salvador
- Suriname
- Trinité-et-Tobago
- Uruguay
- Venezuela

## Compétitions organisées
- Championnats Panaméricains
- Championnats Panaméricains juniors (en)